# Up, Up, and Away
Up, Up, and Away – singel azjatyckiej grupy Blush. Jest pierwszym utworem na ścieżce dźwiękowej Shake It Up: Live 2 Dance. Został wydany 14 lutego 2012 roku przez Walt Disney Records, a napisali go Niclas Molinder, Joacim Persson, Jacqueline M. Cumming, Johan Alkenas i Blush
Utwór został wykorzystany w specjalnym odcinku serialu telewizyjnego Taniec rządzi o nazwie "Shake It Up, Up & Away". 

## Teledysk
Teledysk został wydany 14 lutego 2012 na Radio Disney i YouTube.

## Listy przebojów
| Lista                          | Najlepsza pozycja |
| ------------------------------ | ----------------- |
| US Billboard Hot 100           | 58                |
| US Billboard Hot Digital Songs | 37                |